# 小原好美のココロおきなく
『小原好美のココロおきなく』（こはらこのみのココロおきなく）は、文化放送制作で2019年4月7日から配信中のラジオ番組である。2025年3月までは超!A&G+にて配信、2025年4月以降はQloveRの「超!A&G+チャンネル」で配信、地上波では文化放送とラジオ大阪で放送している。パーソナリティは小原好美。略称は『ココラジ』。

## 番組概要
小原好美が、仕事や自身の事など日々をゆったりのんびりと話していく、放送を聞く夜に小原自身がおしゃべりでココロおきなく話をする番組。
略称は『ココラジ』だが、このワードのみで検索すると福島県郡山市のコミュニティFM放送局がヒットする。
基本は音声のみであるが、記念放送回などでは簡易動画付きの配信となることがある。
小原は神奈川県出身だが、出演作品の『月がきれい』などで縁の深い埼玉県川越市に関するエピソードが高い頻度で語られる。
番組内では特に宣伝活動などを行っていないにも関わらず、配信開始翌年の2020年3月に発表された第6回アニラジアワードにて「BEST COMFORT RADIO 癒しラジオ賞」を受賞している。
- 2020年4月19日（第55回） - 5月31日（第58回）配信では、新型コロナウイルス感染拡大による外出自粛要請に伴い、隔週配信へと変更になった[3]。なお、2020年6月7日（第59回）配信より通常通り毎週配信へ戻った。
- 2021年4月4日（第102回）大きな改変期を乗り越え、番組は3年目に入った。
- 2022年3月6日配信分で第150回を迎えた。
- 2023年2月19日配信分で第200回を迎えた。
- 2023年3月、4月の文化放送と超!A&G+の大規模改編に伴い、3月29日より地上波-文化放送でリピート放送が始まり愛知の東海ラジオでも文化放送と同時間帯で放送されていたが9月27日をもって地上波リピート放送は終了した。
- 2023年4月3日配信時間変更に伴い、土曜日のリピート配信を終了した。
- 2025年1月19日、第300回を迎えた。300回記念に複数のグッズを販売する。グッズの一部では板岡錦さんのイラストでネコミミを付けてのメイド服と愛ネコとのアクリルスタンド。
- 2025年3月末の超!A&G+配信サービス終了に伴い、当番組は4月よりQloveRでの配信へ移行。文化放送地上波のリピート放送も1年半ぶりに復活となる他、ラジオ大阪にもネットされる。

パーソナリティ
- 小原好美

配信時間・放送時間
| 放送・配信局 | 期間                           | 本配信                   | リピート放送・配信                                             |
| ------------ | ------------------------------ | ------------------------ | -------------------------------------------------------------- |
| 超!A&G+      | 2019年4月7日 - 2020年4月12日   | 毎週日曜日 20:00 - 20:30 | 火曜日 07:00 - 07:30 土曜日 11:00 - 11:30                      |
| 超!A&G+      | 2020年4月19日 - 2020年5月31日  | 隔週日曜日 20:00 - 20:30 | 火曜日 07:00 - 07:30 土曜日 11:00 - 11:30 日曜日 20:00 - 20:30 |
| 超!A&G+      | 2020年6月7日 - 2023年3月28日   | 毎週日曜日 20:00 - 20:30 | 火曜日 07:00 - 07:30 土曜日 11:00 - 11:30                      |
| 超!A&G+      | 2023年3月28日 - 2024年12月29日 | 毎週日曜日 20:00 - 20:30 | 火曜日 17:30 - 18:00                                           |
| 超!A&G+      | 2025年1月5日 - 2025年3月30日   | 毎週日曜日 20:00 - 20:30 | 火曜日 17:30 - 18:00 木曜日 17:30 - 18:00                      |
| QloveR       | 2025年4月1日 -                 | 毎週火曜日 21:00 - 21:30 |                                                                |
| 文化放送     | 2023年3月29日 - 2023年9月27日  |                          | 毎週水曜日 2:00 - 2:30（火曜深夜）                             |
| 文化放送     | 2025年4月2日 -                 |                          | 毎週水曜日 3:30 - 4:00（火曜深夜）                             |
| ラジオ大阪   | 2025年4月2日 -                 |                          | 毎週水曜日 3:30 - 4:00（火曜深夜）                             |
| 東海ラジオ   | 2023年3月29日 - 2023年9月27日  |                          | 毎週水曜日 2:00 - 2:30（火曜深夜）                             |

オープニング曲
- 2019年4月7日 -

エンディング曲
- 2019年4月7日 -
青木晋太郎 Lovely Parents (Healing Vol.8 by AudioStock収録)

## コーナー
ふつおた
質問や感想、メッセージなど何でもOK！
ここで解決！お悩み相談室
ちょっとしたことから真剣なお悩みまで。
ありがとうのコーナー
感謝を伝えたいあの人、あの出来事に！
そうだ川越に行こう
川越のおすすめスポットや川越にまつわるあれこれを！
小原のココが知りたい
一言で答えられる短い質問を！
小原の声で聞きたい日本語！
一言で言える言葉を！
今週のひとこと
言ってほしいオリジナルのセリフを！
新コーナー案のコーナー
小原さんに番組でやってほしいことを！
牛乳のコーナー
おすすめの牛乳や牛乳グッズ情報を！
ここちゃん、ごめんね
日常のちっちゃな懺悔したいことを！

## 休止中のコーナー
小原ニヤニヤタイム
ニヤニヤしたエピソードを！
あの人のココが大好き！
ココにもあるよ第二の川越（2025年5月6日の放送にて休止）
川越以外のあなたのおすすめスポットを！

## ゲスト
| 回  | 配信日         | ゲスト   | 備考                                                     |
| --- | -------------- | -------- | -------------------------------------------------------- |
| 12  | 2019年06月23日 | 石上静香 |                                                          |
| 43  | 2020年01月26日 | 成瀬瑛美 |                                                          |
| 69  | 2020年08月16日 | 東山奈央 |                                                          |
| 89  | 2021年01月03日 | 石上静香 |                                                          |
| 112 | 2021年06月13日 | 清水尋也 | 出演した『映画大好きポンポさん』を特集                   |
| 114 | 2021年06月27日 | 古賀葵   |                                                          |
| 141 | 2022年01月02日 | 石上静香 |                                                          |
| 189 | 2022年12月04日 | 白石晴香 | 一部のみ出演、「白石晴香のぽかぽかたいむ」番組コラボ発表 |
| 193 | 2023年01月01日 | 石上静香 |                                                          |
| 259 | 2024年04月07日 | 板岡錦   | 『スター☆トゥインクルプリキュア』作画監督                |
| 271 | 2024年06月30日 | 菱川花菜 |                                                          |
| 298 | 2025年 １月5日 | 石上静香 |                                                          |

## 動画配信
記念などで映像付きで配信される。
- 第33回（2019年11月17日）：生誕1万日（2019年11月14日）突破記念
- 第62回（2020年6月28日）：生誕祭
- 第100回（2021年3月21日）：番組100回記念
- 第200回（2023年2月19日）：番組200回記念
- 第300回（2025年1月19日）：番組300回記念